# Maliq neolitikus települése
Koordináták: é. sz. 40° 42′ 35″, ny. h. 20° 42′ 42″40.709722°N 20.711667°W
Maliq neolitikus települése (albánul vendbanimi neolitik i Maliqit) Délkelet-Albániában, a Korçai-medencében, közelebbről a 20. század közepén lecsapolt Maliqi-tó egykor mocsaras vidékén feltárt, földrajzilag elszórt, cölöpökre épült neolitikus–bronzkori lakóházak összefoglaló megnevezése. A régészeti Maliq-kultúra névadó lelőhelye (ismert még Kamnik-kultúra néven is). A feltárt telepeket az ásatásokat követően földdel visszafedték, így nem látogathatóak.

## Leírása
A Devoll folyó táplálta, mocsaras vidék övezte, helyenként 3 méter mély Maliqi-tavat 1948–1949 során csapolták le, hogy így növeljék a szántóművelésbe bevonható termőföldek kiterjedését. E munkálatok során fedezték fel a tó partján több helyütt az őskor különböző korszakaiból, az újkőkortól a bronzkorig, esetenként a vaskorig lakott települések maradványait. E korabeli népesség lakhelyei ismertek Maliq, Libonik, Vashtëmi, Sovjan, Podgorie, Zvezdë és Kuç i Zi települések határából. Az itt élt népességről keveset tudni. A feltárások alapján alapvetően vadászattal és gyűjtögetéssel, de kezdetleges szinten foglalkoztak alakor-, árpa-, lencse- és cicorlencse-termesztéssel is. A feltárt állati maradványok alapján étlapjukon szerepelt a szarvas, a vaddisznó, a róka és a barlangi oroszlán is. A településeket, cölöpházakat a Maliqi-tó vizének késő bronzkori felduzzadása következtében hagyták el lakóik. Vélhetően ekkor alakultak ki azok a magasabban fekvő késő bronzkori, kora vaskori erődített falvak, amelyeknek nyomaira bukkantak Symiz, Kakaç, Podgorie és Zvezdë határában.
A legrégibb ismert lakóházak maradványai az egykori tó északkeleti pontján, Podgorie közelében, a Thata-hegy délnyugati lankáin kerültek a felszínre (Podgorie Ia, Ib és Ic jelölésű helyszínek). Az újkőkor korai szakaszában keletkezett települést a bronzkorig lakták, az épületmaradványok mellett a legkorábbi rétegekből vörös agyagedény-töredékek, az impressokultúrához sorolható, kagylónyomatokkal díszített agyagtárgyak, valamint bogyós-indás barbotinkerámiák kerültek elő. A leletek között különféle eszközök – kőbalták, kovakő fejszék, csontárak és csonttűk – is találhatóak. 
Hasonló korúak, szénizotópos kormeghatározás alapján az i. e. 6115 és 5260 között voltak lakottak a Maliqi-tó délkeleti csücskében, Liboniknál található cölöpházmaradványok (Dunavec I és II). Az innen felszínre került leletanyagot barbotinkerámia, mázas fekete edények, négy lábon nyugvó folyadéktároló edények (rhütonok) és antropomorfikus terrakottafigurák jellemzik, az újabb rétegekből karcolásos díszítésű kerámiatöredékeket tártak fel.
A lelőhelyegyüttes legnagyobb kiterjedésű és leghosszabban lakott telepét a névadó Maliq határában ásatták 1973–1974-ben, majd 1988–1989-ben. Összesen tizenegy, különböző korokban keletkezett réteget tártak fel itt, amelyek közül a legrégebbi, i.e. 4660 és 4092 közötti három cölöpház (Maliq Ib, IIa és IIb). Ezek mellett ismert néhány késő újkőkori (i. e. 2700 k., Maliq Ia és II), valamint több bronzkori (i. e. 2100–1500 k., Maliq IIIa, IIIb, IIIc1, IIIc2, IIId1 és IIId2) telep. A cölöpökre jellemzően félkörzáródású faszerkezetes házakat építettek, amelyek fala mintegy 0,5 méteres magasságban megmaradt. A települést kezdetleges palánkvár védte.
A közeli Sovjan falu déli határában albán és francia régészek 1990-ben tártak fel egy másik, nagy kiterjedésű (2,5 hektáros) cölöpházas települést, amelyet a szénizotópos vizsgálatok alapján az i. e. 7. évezredtől egészen a vaskorig, az i. e. 7. századig laktak. Az egykor mocsaras környezet ezen a helyszínen különösen jó állapotban konzerválta az épületeket. A cölöpökön nyugvó gerendafödém tartotta a keretvázas faszerkezetet, amelynek közeit vályoggal tömték ki, s a falat belülről sövénnyel borították.